# Кеннард, Уильям
Уильям Эрл Кеннард (англ. William Earl Kennard, род. 19 января 1957, Лос-Анджелес, Калифорния) — американский адвокат, который работал председателем Федеральной комиссии по связи (1997—2001) и послом США в Европейском союзе (2009—2013). Кеннард также был управляющим директором глобального инвестиционного фонда The Carlyle Group. Он также является советником трансатлантического аналитического центра European Horizons.
Кеннард окончил Стэнфордский университет и юридический факультет Йельского университета.

## Карьера

### Работа в The Carlyle Group
Кеннард занимал пост директора The Carlyle Group — глобального инвестиционного фонда с активами более чем 100 миллиардов долларов. Кеннард присоединился к The Carlyle Group в мае 2001 года, где он руководил инвестициями в медиа секторе.

### Работа в Федеральной комиссии по связи
Кеннард работал главным юрисконсультом Федеральной комиссии по связи с 1993 по 1997 год и занимал пост председателя Федеральной комиссии по связи США с ноября 1997 года по январь 2001 года. За время своего пребывания в должности он сформировал политику роста количества беспроводных телефонов, был проведён Интернет в большинство американских домохозяйств, что привело к миллиардным инвестициям в новые широкополосные технологии. В то же время он реализовал новую смелую политику по преодолению цифрового разрыва в Соединенных Штатах и во всем мире. Кеннард хорошо известен своей защитой интересов людей, которым грозит опасность оказаться не по ту сторону цифрового разрыва. Он реализовал программу электронных курсов Федеральной комиссии по связи, которая принесла Интернет почти в каждую школу и библиотеку в Соединенных Штатах. Под руководством Кеннарда FCC резко расширила доступ к коммуникационным технологиям для людей с ограниченными возможностями. FCC также приняла политику по расширению телефонной связи в сельских районах, особенно для коренных американцев.

### Должность председателя
Как председатель FCC, Кеннард пропагандировал преимущества технологий во всем мире. Он занимался инновационными инициативами FCC по развитию, чтобы можно было помочь странам развивающегося мира более активно участвовать в глобальном росте цифровых технологий. В рамках этой инициативы Кеннард подписал первые партнерские соглашения от имени FCC с десятью странами на четырех континентах.
Американский новостной журнал «US News & World Report» назвал Кеннарда «защитником потребителей в эпоху цифровых технологий». Он получил множество наград за свои достижения, в том числе почетные степени Говардского университета, Галлодетского университета и Университета Лонг-Айленда. Также был награжден американским образовательным Фондом чернокожих конгрессменов, американской некоммерческой организацией Easterseals (организация, которая предоставляет услуги для инвалидов).
Во время пребывания Кеннарда на посту председателя, Федеральная комиссия по связи приняла новые правила, изменяющие правила владения медиа. Правило телевизионной дуополии было изменено, чтобы позволить компаниям владеть двумя телеканалами, при условии, что они не нацелены на одну и ту же аудиторию.

### Работа послом в ЕС
Уильям Э. Кеннард был первым послом США в Европейском союзе, который работал с учреждениями, созданными Лиссабонским договором ЕС, включая Верховного представителя Союза по иностранным делам и политике безопасности, председателя Европейского совета и Европейскую службу внешних связей. Он также укрепил свои связи и призывал к диалогу с Европейским парламентом.
Во время своего пребывания в Брюсселе посол Кеннард сделал своим главным приоритетом активизацию экономических отношений между США и ЕС и устранение регуляторных барьеров. Кеннард был ключевой силой принятого в феврале 2013 года решения о начале переговоров об амбициозном трансатлантическом торговом и инвестиционном партнерстве, которое направлено на расширение торговли и инвестиций через Атлантику. Он также работал над активизацией Трансатлантического экономического совета (TEC), чтобы совет мог лучше выполнять свою миссию по содействию экономическому росту за счет увеличения торговли и создания рабочих мест.
Посол Кеннард помог укрепить тесную координацию между США и ЕС по ряду общих внешнеполитических приоритетов, включая Балканы, Ливию и переходный период на Ближнем Востоке, а также принятие исторических санкций в отношении нераспространения ядерного оружия против Ирана и Северной Кореи. Он работал над тем, чтобы ЕС «повернулся» к США, когда дело дошло до сотрудничества с Азией и интеграции новых держав в глобальную систему. Он был неутомимым сторонником того, что ЕС и США должны разработать совместимые режимы конфиденциальности данных таким образом, чтобы защитить личные данные граждан, облегчая при этом коммерческие потоки и обеспечивая эффективное сотрудничество между правоохранительными органами.
Он также был первым послом США в ЕС, который активно взаимодействовал с европейской аудиторией через социальные сети. Одно примечательное событие произошло в феврале 2013 года, когда посол Кеннард и посол ЕС в США Жоао Вале де Алмейда совместно организовали «Трансатлантический твиттерсейшн» — виртуальную беседу, хэштег #AskAmbs, которую посмотрели около 1 400 000 человек по всему миру.

## Правления и членство
Кеннард входит в советы директоров некоммерческих и благотворительных организаций. Он входит в совет директоров AT&T Inc. (избран председателем совета директоров в ноябре 2020 года), Ford Motor Company, MetLife, Staple Street Capital и Duke Energy. В настоящее время он является научным сотрудником Йельской корпорации (Йельского университета) и является членом совета директоров Международного афроамериканского музея и Центра новой американской безопасности. Он является соучредителем частной инвестиционной компании Astra Capital Management. Ранее он входил в советы директоров The New York Times Company, Sprint Nextel Corporation (национальный оператор беспроводной связи США), Handspring, Inc. (компания-производитель карманных компьютеров (КПК) и коммуникаторов под управлением операционной системы Palm OS), eAccess Ltd. (национальный оператор беспроводной связи Японии), а также в совет директоров нескольких компаний, принадлежащих The Carlyle Group, был партнером и членом совета директоров фирмы юридической фирмы Verner, Liipfert, Bernhard, McPherson and Hand (теперь DLA Piper). .
В 2021 году Уильям Кеннард присоединился к Национальному совету консультантов Университета Хай-Пойнт.

## Награда
В мае 2012 года Американская торговая палата при Европейском союзе наградила посла Кеннарда своей высшей наградой — Премией трансатлантического бизнеса за его вклад в улучшение трансатлантических отношений, устранение торговых барьеров и за поддержку американских компаний, работающих в Европе.